# Matt Holland (Fußballspieler)
Matthew Rhys „Matt“ Holland (* 11. April 1974 in Bury) ist ein ehemaliger irischer Fußballspieler.

## Karriere
Der zentrale Mittelfeldspieler begann seine Karriere in der Jugend von West Ham United, bevor er 1992 in die erste Mannschaft geholt wurde. Von 1995 bis 1997 spielte Holland bei AFC Bournemouth. 1997 wechselte er zu Ipswich Town. Von 2003 bis 2009 stand er bei Charlton Athletic unter Vertrag. Nachdem sein Vertrag bei Charlton nicht verlängert wurde, trainierte er bei Colchester United, die allerdings nicht an einer Verpflichtung interessiert waren, weshalb Holland seither vereinslos ist. Holland gab 2005 aufgrund des Misserfolges des Nationalteams bei der WM-Qualifikation für Deutschland 2006 seinen Rücktritt aus dem irischen Nationalteam bekannt.
Holland spielte 49 Mal im irischen Fußballnationalteam.

## Erfolge
- Teilnahme an der Fußball-WM 2002 in Japan und Südkorea (4 Einsätze/1 Tor)